# بازار برده‌فروشان (نقاشی ژروم)
بازار برده‌فروشان  (به فرانسوی: Le Marché d'esclaves) یک نقاشی اثر ژان لئون ژروم از سال ۱۸۶۶ میلادی است. در این نقاشی محلی نامشخص در خاورمیانه یا شمال آفریقا به تصویر کشیده شده‌است که در آن مردی در حال بررسی دندان‌های یک زن برهنه برده است.
این نقاشی در ۲۳ اوت ۱۸۶۶ میلادی توسط آدولف گوپیل خریداری‌شد و در سال ۱۸۶۷ در سالن به نمایش گذاشته‌شد. پیش از آنکه رابرت استرلینگ کلارک آن را در سال ۱۹۳۰ بخرد، چندین‌بار دیگر نیز خرید و فروش شده‌بود. از سال ۱۹۵۵ بخشی از مجموعه بنیاد هنری کلارک است.
بازار برده‌فروشان و اثر دیگر ژروم به نام افسون‌گر مار، نمونه‌های نمادین هنر شرق‌شناس سده نوزدهمی به‌شمار می‌آیند.

## نقد
ماکسیم دو کمپ که به خاور نزدیک سفر کرده بود، نقاشی را در سالن سال ۱۸۶۷ میلادی بررسی کرد. او تشخیص داد که این مکان مربوط به بازار برده‌فروشی قاهره است. او اینگونه نوشت:
او برده‌ای گران‌قیمت اهل حبشه است که ژروم به عنوان شخصیت اصلی قطعه هنری خود انتخاب کرده. او برهنه است و جَلاب که در آدم‌ربایی و هرگونه خشونت خبره است او را به نمایش گذاشته؛ اندیشه روح جاودان نباید برای این راهزنی زیاد آزاردهنده باشد. دختر بیچاره مطیعانه، با فروتنی، تسلیم شده با بی‌ارادگی‌ای کشنده ایستاده‌است که نقاش با مهارت آن را به‌تصویر کشیده‌است.

## جنسیت و میل جنسی

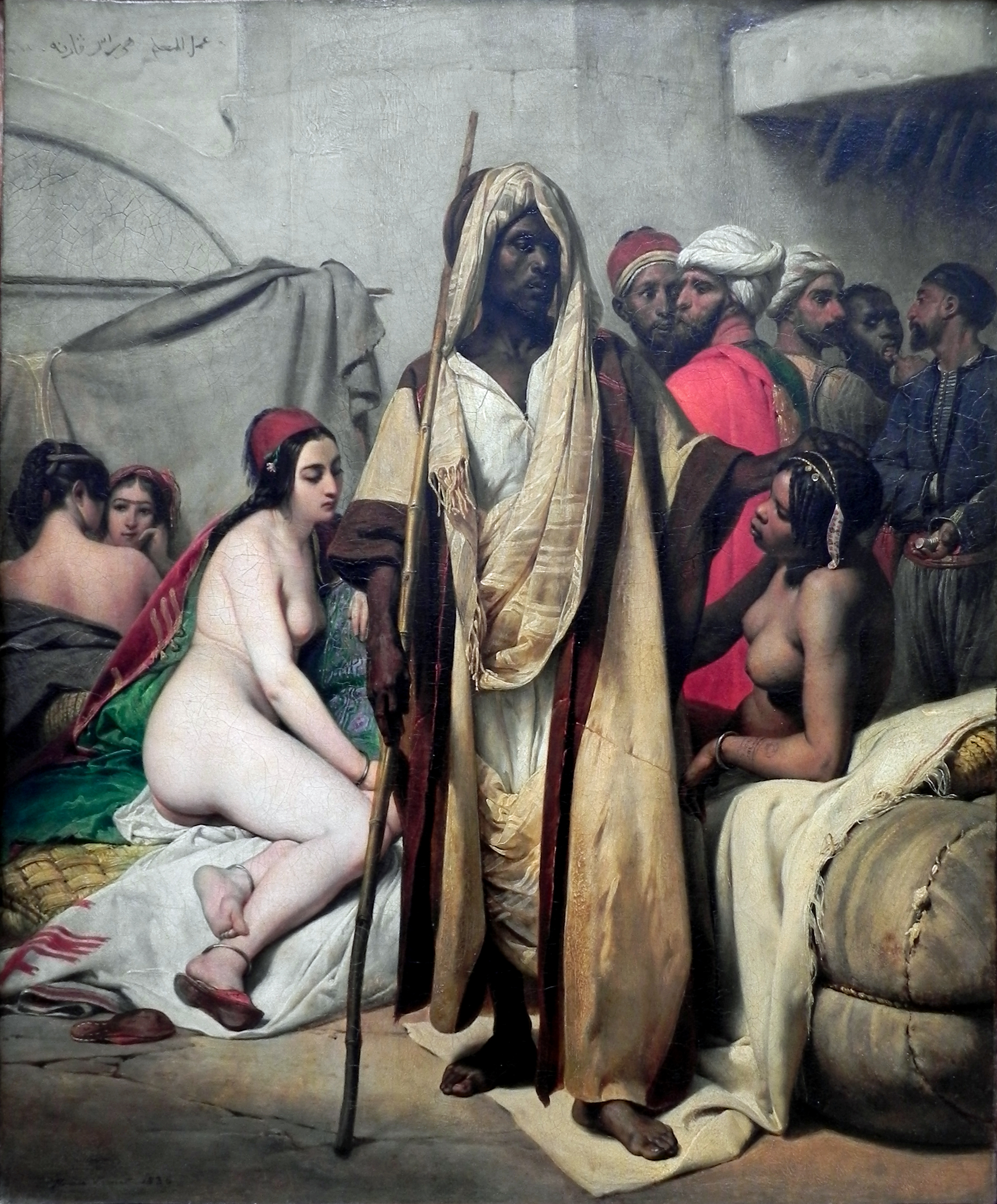
زنان حرمسرا و برده داران

در آثار هنری تاریخی، صحنه‌های حرم‌سرا فضاهای درون خانه را برای زنان در جوامع مسلمان نشان می‌دهند. در این نقاشی‌ها مردان معمولاً در روابط خشن و جنسی به تصویر کشیده می‌شدند. زنان به صورت منفعل از لحاظ جنسی کشیده می‌شدند؛ درحالی که مردان به صورت خشن و موهن نسبت به زنان به تصویر درمی‌آمدند.